# Linia Bothy
„Linia Bothy” – linia rozgraniczenia pomiędzy walczącymi wojskami polskimi i ukraińskimi w Galicji Wschodniej zaproponowana w kwietniu 1919 r. przez komisję do spraw rozejmu polsko-ukraińskiego powołaną przez Radę Najwyższą Sprzymierzonych. Na czele komisji stał południowoafrykański gen. Ludwik Botha. Linia określania jego imieniem miała kształt litery „S” i pozostawiała po stronie polskiej Lwów, a po stronie ukraińskiej Zagłębie Borysławskie. Na linię tę zgodzili się przedstawiciele Komendy Głównej Ukraińskiej Armii Halickiej, natomiast odrzucił ją Roman Dmowski – reprezentant Polski na konferencji pokojowej w Paryżu. Później linia Bothy była wykorzystywana przy interpretacji południowego odcinka tzw. linii Curzona.